# Mesochorus unicinctor
Mesochorus unicinctor là một loài tò vò trong họ Ichneumonidae.